# 442
442 (CDXLII na numeração romana) foi um ano comum do século V do Calendário Juliano, da Era de Cristo, teve início a uma quinta-feira  e terminou também a uma quinta-feira, a sua letra dominical foi D (53 semanas).  Segundo o horóscopo chinês, foi o ano do Cavalo.
| Ano completo                        |
| ----------------------------------- |
| Ano comum com início à quinta-feira |

## Nascimentos
- Imperador Seinei (清寧天皇, Seinei-tennō) foi o 22º Imperador do Japão, na lista tradicional de sucessão , morreu em 484 [1]